# 1923-as Grand Prix-szezon
Az 1923-as Grand Prix-szezon volt a Formula–1 előtti éra tizenhatodik szezonja. A Grandes Épreuves száma háromra bővült.

## Versenyek

### Grandes Épreuves
| Verseny               | Helyszín     | Időpont       | Győztes versenyző | Győztes konstruktőr | Összefoglaló |
| --------------------- | ------------ | ------------- | ----------------- | ------------------- | ------------ |
| indianapolisi 500     | Indianapolis | Május 30.     | Tommy Milton      | H.C.S. Miller       | Összefoglaló |
| francia nagydíj       | Tours        | Július 15.    | Henry Segrave     | Sunbeam             | Összefoglaló |
| olasz/európai nagydíj | Monza        | Szeptember 9. | Carlo Salamano    | FIAT                | Összefoglaló |

### Egyéb versenyek
| Verseny                 | Helyszín  | Időpont      | Győztes versenyző   | Győztes konstruktőr | Összefoglaló |
| ----------------------- | --------- | ------------ | ------------------- | ------------------- | ------------ |
| Targa Florio            | Madonie   | Április 15.  | Ugo Sivocci         | Alfa Romeo          | Összefoglaló |
| Cremonai Nagydíj        | Cremona   | Május 6.     | Antonio Ascari      | Alfa Romeo          | Összefoglaló |
| mugellói nagydíj        | Mugello   | Június 10.   | Gastone Brilli-Peri | Steyr               | Összefoglaló |
| saviói nagydíj          | Ravenna   | Június 17.   | Enzo Ferrari        | Alfa Romeo          | Összefoglaló |
| San Sebastián-i nagydíj | Lasarte   | Július 25.   | Albert Guyot        | Rolland-Pilain      | Összefoglaló |
| Coppa Montenero         | Montenero | August 26    | Mario Razzauti      | Ansaldo             | Összefoglaló |
| spanyol nagydíj         | Terramar  | Október 28.  | Albert Divo         | Sunbeam             | Összefoglaló |
| Garda-nagydíj           | Salò      | November 25. | Guido Meregalli     | Diatto              | Összefoglaló |